# Uwe Weber
Uwe Weber (* 27. August 1962 in Zschopau) ist ein deutscher Endurosportler. Er gewann 1987 mit der deutschen Trophy-Mannschaft die Internationale Sechstagefahrt im polnischen Jelenia Góra.

## Sportlicher Werdegang
Mit 17 Jahren begann Uwe Weber im Motorsportclub Zschopau aktiv Endurosport zu betreiben. In seiner ersten Saison 1979 wurde er DDR-Bester in der 175-cm³-Ausweisklasse. Nach seiner Lehre zum Kraftfahrzeugschlosser wechselte er 1982 in die Sportabteilung des VEB Motorradwerk Zschopau. Gleich in seinem ersten Jahr war er Mitglied der siegreichen Silbervasen-Mannschaft bei der 57. Internationalen Sechstagefahrt in Považská Bystrica. 1984 wurde Uwe Weber in der Klasse bis 250 cm³ DDR-Meister, Dritter in der Europameisterschaft und bei 59. Internationalen Sechstagefahrt mit der Trophy-Mannschaft ebenfalls Dritter. Auch 1985 war er Mitglied der drittplatzierten Trophy-Mannschaft. 1986 gewann er erneut die DDR-Meisterschaft. 1987 war er Mitglied der siegreichen Trophy-Mannschaft bei der 62. Internationalen Sechstagefahrt im polnischen Jelenia Góra. 1988 und 1989 wurde er Zweiter in der DDR-Meisterschaft. 1990 wechselte er zu KTM und auch den Verein MC MZ Zschopau verließ er zu Gunsten des MSC Pfungstadt und gewann in diesem Jahr in der Klasse bis 500-cm³-Zweitakt die deutsche Meisterschaft, sowie das Enduro-Championat. 1991 war er Mitglied der zweitplatzierten Trophy-Mannschaft bei der 66. Internationalen Sechstagefahrt. In der 350-cm³-Viertakt-Klasse wurde er 1992 Deutscher Meister. 1991 und 1993 war er Zweiter in der deutschen Meisterschaft. 1994 startete er beim härtesten Enduro-Contest, das zu dieser Zeit aufgetragen wurde, dem Gilles Lalay Classic. Leider blieb ihm hier ein Erfolg aufgrund eines technischen Defekts verwehrt. So fehlten ihm 20 Sekunden an der letzten Zeitkontrolle, um den Deadcrow-Hill als Platzierter zu erklimmen.
Ende 1995 beendete er seine aktive Laufbahn und betreibt den Endurosport nur noch sporadisch, aber nicht minder erfolgreich. Beispiele hierfür waren erfolgreiche Teilnahmen bei der Yeti-Challenge in Österreich und dem Trophy-Senioren-Wettbewerb „Rund um Zschopau“. 
Seit 1997 engagierte sich Uwe Weber sehr stark in der Organisation von Enduro-Veranstaltungen, hier vorrangig bei seiner Heimveranstaltung Rund um Zschopau und dem Nebenwettbewerb „Trophy-Senioren-Wettbewerb“. 2001 wurde die Idee eines nach 1990 erneuten WM-Laufes in Zschopau geboren, mit extremem Aufwand forciert und dann auch im Jahr 2004 umgesetzt. 
Uwe Weber betreibt seit 1991 ein Gerüstbauunternehmen und ist außerdem als Trainer für Enduro-Kurse tätig. Daneben nimmt er unregelmäßig bei sogenannten Classic-Enduro-Veranstaltungen im In- und Ausland teil. So nahm er seit 2019 unregelmäßig an der FIM Enduro Vintage Trophy, einer mehrtägigen Enduroveranstaltung in Anlehnung an die Internationalen Sechstagefahrten jedoch mit historischen Wettbewerbsmotorrädern, teil. Im Jahr 2025 errang er dabei mit der deutschen Nationalmannschaft den Sieg.

## Erfolge
- 1982 Mitglied der siegreichen Silbervasen-Mannschaft bei den Six Days in Považská Bystrica
- 1984 DDR-Meister in der Klasse bis 250 cm³
- 1984 Dritter in der Europameisterschaft
- 1984 Dritter bei den Six Days mit der Trophy-Mannschaft
- 1985 Dritter bei den Six Days mit der Trophy-Mannschaft
- 1986 DDR-Meister in der Klasse bis 250 cm³
- 1987 Weltmeister als Mitglied der siegreichen Trophy-Mannschaft im polnischen Jelenia Góra
- 1988 Vizemeister in der DDR-Meisterschaft.
- 1989 Vizemeister in der DDR-Meisterschaft.
- 1990 Deutscher Meister in der Klasse bis 500-cm³-Zweitakt auf KTM und im Enduro-Championat
- 1991 Vizemeister in der deutschen Meisterschaft
- 1991 Vizeweltmeister bei den Six Days mit der Trophy-Mannschaft
- 1992 Deutscher Meister in der Klasse 350-cm³-Viertakt
- 1993 Vizemeister in der deutschen Meisterschaft